# Романичаль
Романічаль (UK [ˈrɒmənɪtʃæl] US [-ni-]; більш відомі як англійські роми) — підгрупа ромів у Великій Британії та інших частинах англомовного світу. Більшість романічан розмовляють англоромані, змішаною мовою, яка поєднує ромську лексику з англійським синтаксисом. Романічали, які проживають в Англії, Шотландії та Вельсі, є частиною спільноти циган, ромів і мандрівників.

## Етимологія
Слово «Romanichal» походить від ромської chal, де chal на англоромані означає «колега».

## Розподіл

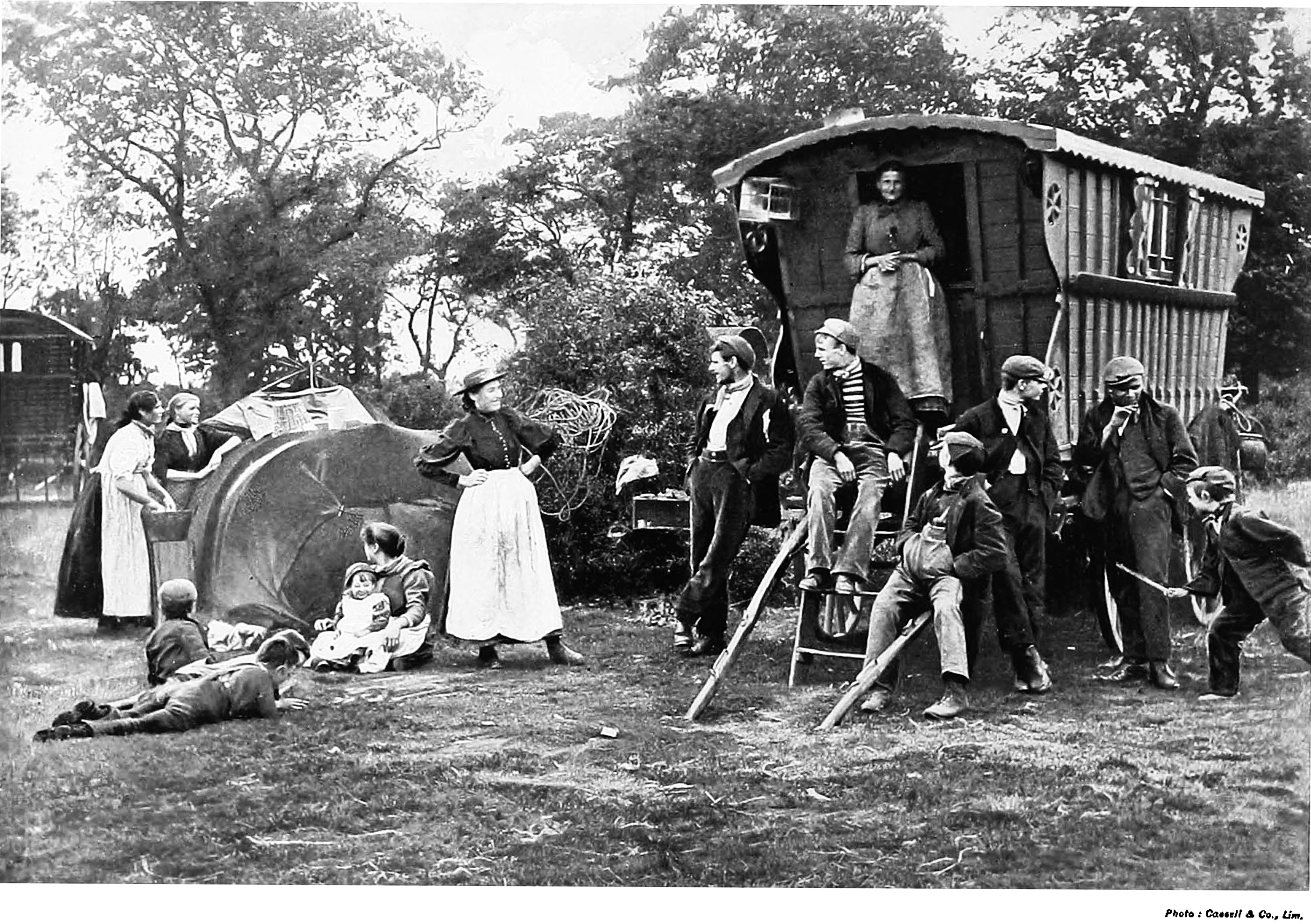
Романічальський табір в Ессексі, Англія (бл. 1898)

Майже всі романічаль в Британії живуть в Англії з меншими громадами в Південному Вельсі, Північно-Східному Вельсі та Скоттіш-Бордерс.
Ромська діаспора емігрувала з Великої Британії до інших частин англомовного світу. За деякими оцінками, зараз у Сполучених Штатах більше людей ромського походження, ніж у Великій Британії.
У Великій Британії існує різкий поділ з півночі на південь між Романичаналями. Південні романічали живуть на південному сході, південному заході, Мідлендсі, Східній Англії та Південному Вельсі; Північні Мандрівники-Романічали живуть на північному заході, у Йоркширі, Скоттіш-Бордерс і на північному сході Вельсу. Діалекти двох груп відрізняються акцентом і лексикою.

## Мова
Вважається, що роми в Англії розмовляли ромською мовою до ХІХ століття, коли її замінили англійська та англоромська, креольська мова, яка поєднує в собі синтаксис і граматику англійської мови з ромською лексикою. Більшість романичалів також розмовляють англійською.
Є два діалекти англороманської мови: південна англороманська (розмовляють на південному сході, південному заході, Мідлендсі, Східній Англії та Південному Вельсі) і північна англороманська (розмовляють на північному сході, північному заході, Йоркширі, Скоттіш-Бордерс і північному сході Вельсу). Ці два діалекти разом із акцентами, які їх супроводжують, призвели до формування двох регіональних романських ідентичностей, а саме південної ромської ідентичності та північної ромської ідентичності мандрівників.
Багато англоромських слів було включено в англійську мову, зокрема у формі британського сленгу.

## Історія

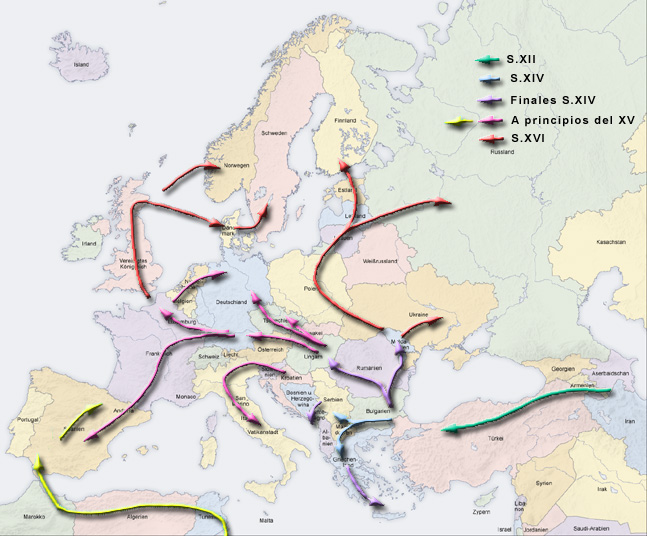
Міграція ромів через Близький Схід і Північну Африку до Європи

Роми походять з Індійського субконтиненту, зокрема Раджастхану, і почали мігрувати на захід в ХІ столітті. Перші групи ромів прибули до Великої Британії наприкінці XVI століття, рятуючись від конфліктів у Південно-Східній Європі (таких як османське завоювання Балкан).
У 1506 році в Шотландії згадуються зареєстровані особи роми, які походять з Іспанії та прибули до Англії в 1512 році. Невдовзі правителі прийняли закони, спрямовані на припинення імміграції ромів і примусову асиміляцію тих, хто вже жив у країні.
Під час правління Генріха VIII Акт про єгиптян 1530 року забороняв ромам в'їзд до країни та вимагав від тих, хто вже там живе, виїхати протягом шістнадцяти днів. Невиконання цього загрожувало конфіскацією майна, ув'язненням і депортацією. Під час правління Марії I до закону були внесені поправки Законом про єгиптян 1554 року, який скасував загрозу покарання, якщо роми покинули своє «неслухняне, непрацююче та безбожне життя та товариство» та перейняли осілий спосіб життя, але збільшив покарання за не- дотримання до смерті.
У 1562 році новий закон пропонував ромам, які народилися в Англії та Вельсі, можливість стати англійськими підданими, якщо вони асимілюються з місцевим населенням. Незважаючи на цей новий варіант, роми були змушені вести маргінальний спосіб життя та піддалися дискримінації з боку влади та багатьох неромів. У 1596 році 106 чоловіків і жінок були засуджені до смерті в Йорку за те, що вони були ромами, а дев'ятеро були страчені. Самуель Рід написав про них дві книги на початку XVIІ століття.
Починаючи з 1780-х років, антиромські закони поступово скасовувалися. Ідентичність романічалів була сформована між 1660 і 1800 роками, як ромська група, що проживала в Британії.

### Переслідування
Ворожнеча та дискримінація щодо ромів все ще присутні у Великій Британії. У 2008 році повідомлялося, що роми зазнали вищого ступеня расизму, ніж будь-яка інша група у Сполученому Королівстві, включно з шукачами притулку, а опитування Mori показало, що третина жителів Великобританії визнали упереджене ставлення до ромів.

### Депортації
Влада почала депортувати романічалів, переважно до Норвегії, ще в 1544 році. Процес був продовжений і заохочений Єлизаветою I і Яковом I.
Фінські Кале, ромська група у Фінляндії, стверджують, що їхні предки спочатку були ромською групою, яка подорожувала в Шотландії, підтримуючи ідею, що вони та деякі зі скандинавських мандрівників/ромів є віддаленими родичами з шотландськими ромами та англійськими романичалям.
У 1603 році Рада видала наказ про перевезення Романічалів до Нижніх країн, Франції, Ньюфаундленду, Іспанії та Вест-Індії. У багатьох випадках депортовані таким чином втрачали контакт з іншими членами своєї етнічної групи через розлуку після облави, морського переходу та подальшого поселення в рабство. У той же час почалася добровільна еміграція в англійські заморські володіння. Ромські групи, які вижили, продовжували виражати там ромську культуру.
У роки після Війни за незалежність США Австралія була кращим пунктом перевезення романичаль. Точна кількість романичаль, депортованих до Австралії, невідома. Було припущено, що на борту Першого флоту перебували три романічали, одним з яких вважається Джеймс Сквайр, який заснував першу в Австралії комерційну пивоварню в 1798 році, і чий онук, Джеймс Фарнелл, став першим місцевим прем'єр-міністром Нового Південного УВельсу в 1877 році. Загальна чисельність ромського населення Австралії, здається, була надзвичайно низькою, що відображає той факт, що британські роми, ймовірно, становили лише 0,01 відсотка від початкової популяції засуджених у 162 000 осіб. Проте було припущено, що романичаль зазнали дискримінації за транспортним законодавством і, можливо, були недораховані. Уривчасті записи свідчать про те, що принаймні п'ятдесят британських ромів могли бути перевезені до Австралії. Є припущення, що транспортування було особливо важким для ромів:
|  | Для ромських засуджених перевезення означало соціальну та психологічну смерть; у вигнанні вони мали мало надії повернутися до Англії, щоб відновити сімейні зв'язки, культурне коріння, постійне самовираження та підтвердження, що відродило б їхню ромську ідентичність у каторжницьку еру. |

Принаймні один ром повернувся з Австралії до Англії: Генрі Лавелло (або Ловелл) був репатрійований з повним помилуванням, і його супроводжував до Англії син, народжений від жінки -аборигенки.

### Контрактна праця та рабство
У 17 столітті уряд Олівера Кромвеля відправляв романічалів як найнятих робітників на плантації Північної Америки. З пізнішого періоду є документація про поневолення англійських романичалів звільненими чорношкірими на Ямайці, Барбадосі, Кубі та Луїзіані.

## Культура

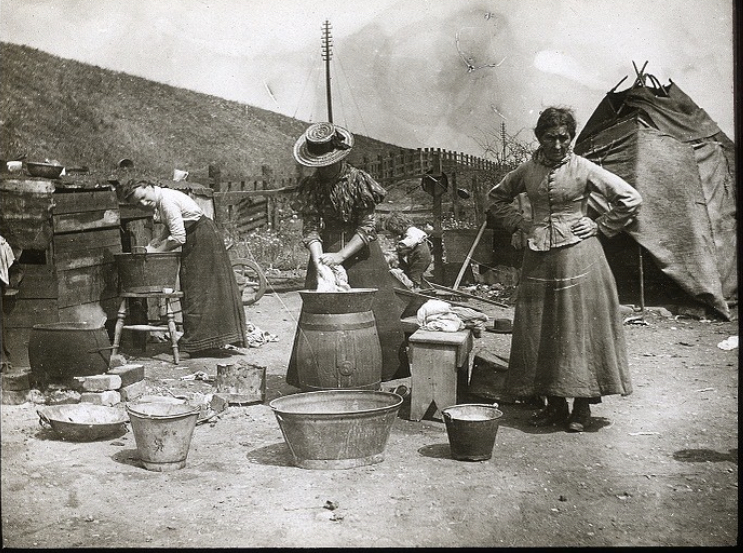
Романичаль у Ворікширі, Англія, 1905 рік

Історично романичали заробляли на життя сільськогосподарськими роботами і на зимові місяці переїжджали на околиці міст. Протягом весняних, літніх та осінніх місяців на фермах була доступна випадкова робота. Весна починалася з посіву насіння та посадки картоплі та фруктових дерев, раннє літо — з прополки, а літо до пізньої осені — зі збирання врожаю. Особливе значення мала галузь хмелярства, в якій працювали тисячі романичів як навесні для вирощування лози, так і для збору врожаю на початку осені. Зимові місяці часто витрачалися на випадкові роботи в містах або на продаж товарів чи послуг від дверей до дверей.
Масова індустріалізація сільського господарства в 1960-х роках призвела до зникнення багатьох випадкових сільськогосподарських робіт, які традиційно виконували романичали.

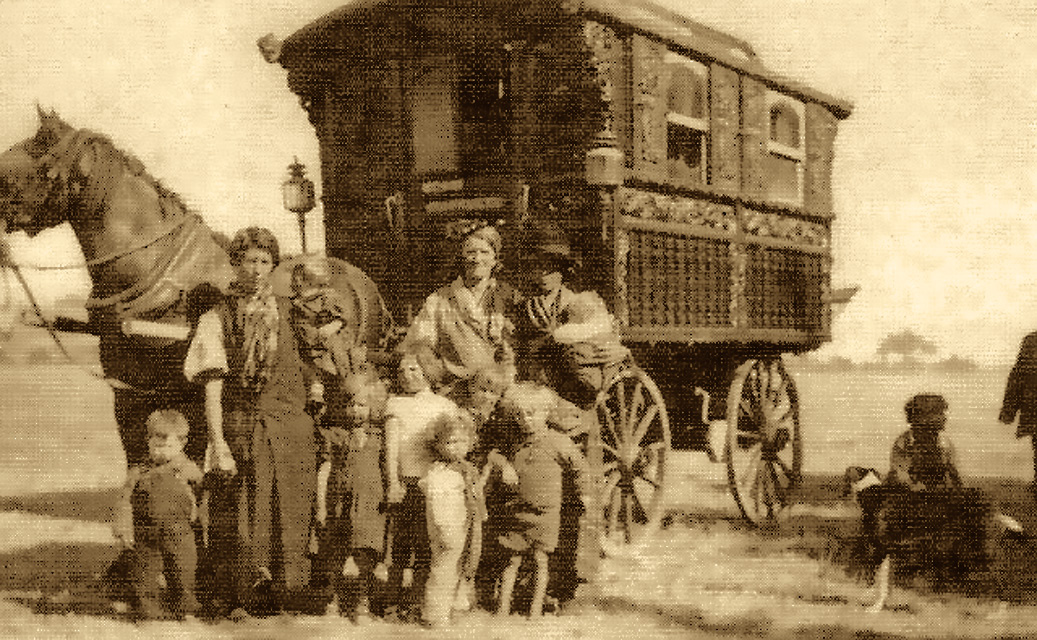
Сім'я Романичів на фото з конем, 1938 рік

Традиційна господарська діяльність включає садівництво та земляні роботи , ворожіння, рознос, продаж та збирання брухту. Вони також виховали відомих боксерів, таких як Генрі Вортон і Біллі Джо Сондерс, а також деяких відомих футболістів, таких як Фредді Іствуд.
Більшість ромів у Великій Британії є християнами, а релігія часто відіграє невід'ємну роль у ромській культурі та святкуваннях. За переписом 2021 року 71,8 % ромів в Англії та Вельсі назвали себе християнами.
Дідікой (англоромані; didikai, також diddicoy, diddykai) — термін, який іноді використовують для позначення особи змішаної ромської та горгерської (нероманської) крові, але його часто вважають образливим.

## Подорожі

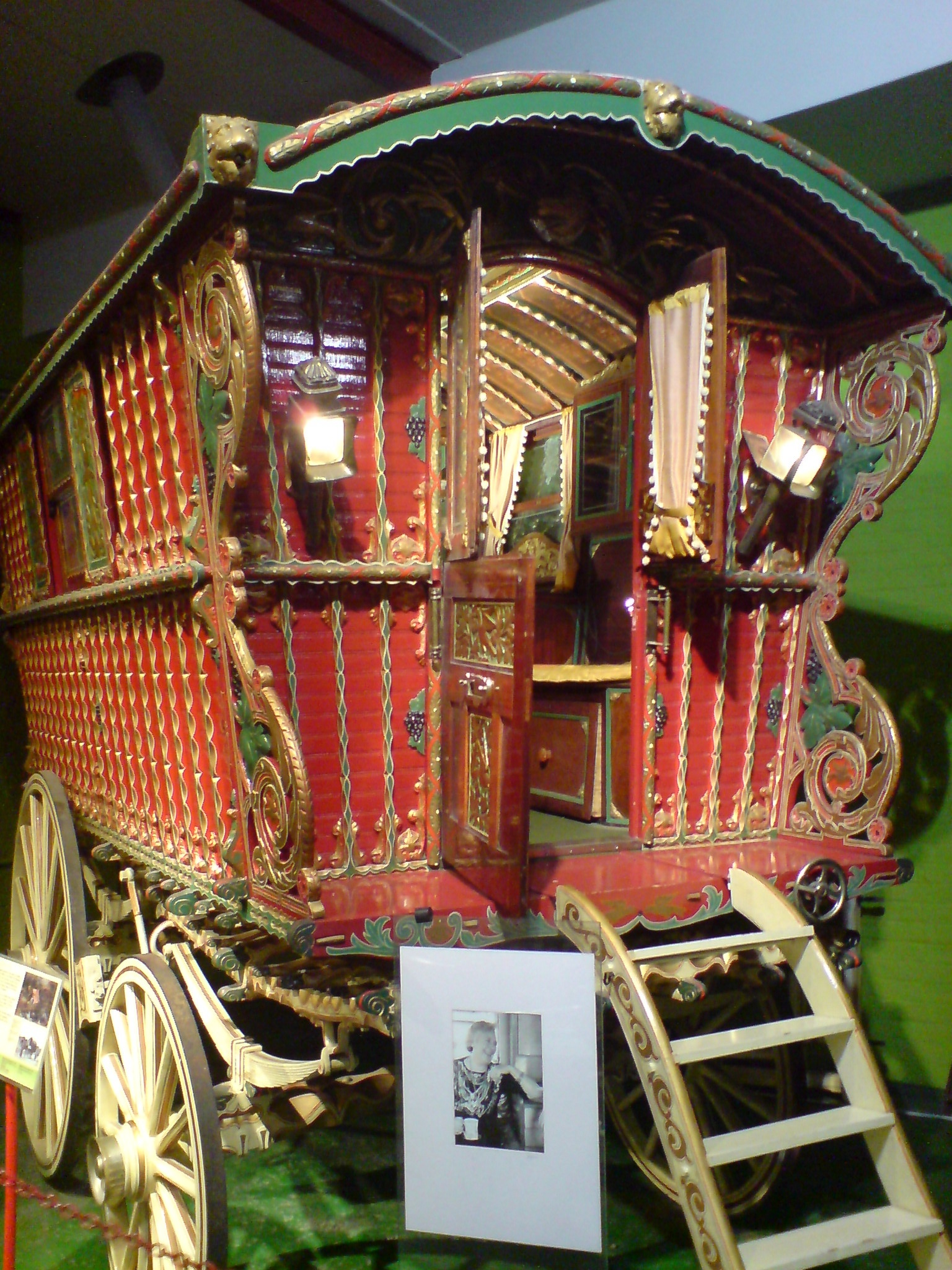
Редінг Вардо в ромському стилі, кінець ХІХ ст.

Спочатку романичаль подорожували пішки або з легкими возами, запряженими кіньми, і будували намети, де осідали на певний час, як це характерно для інших ромських груп. Бендер — різновид намету, виготовленого з каркаса з гнутих гілок ліщини (ліщину вибирають за її прямолінійність і гнучкість), покритих полотном або брезентом. Приблизно з середини до кінця ХІХ століття Романичаль почали використовувати фургони, які містили житлові приміщення всередині. Вони називали їх «вардос» і часто були яскраво та барвисто прикрашені всередині та зовні. У наш час романичали частіше живуть у житлових трейлерах або будинках.
Понад 60 % сімей романичалів ХХІ століття живуть у будинках з цегли та розчину, тоді як решта 40 % все ще живуть у різних формах традиційних для мандрівників видів транспорту, таких як трейлери чи автобуси (незначна меншість все ще живе в вардосах).
Відповідно до підрахунку караванів у Регіональній просторовій стратегії за 2008 рік, було 13 386 трейлерів, що належали ромам у регіоні Вест-Мідлендс в Англії, а ще 16 000 жили в будинках цегли та будівельних розчинів. З 13386 трейлерів 1300 були припарковані на недозволених місцях (тобто на території, де ромам не було дозволено паркуватися). Понад 90 % британських подорожуючих романичалів живуть на зареєстрованих стоняках, де вони сплачують повний міський податок.

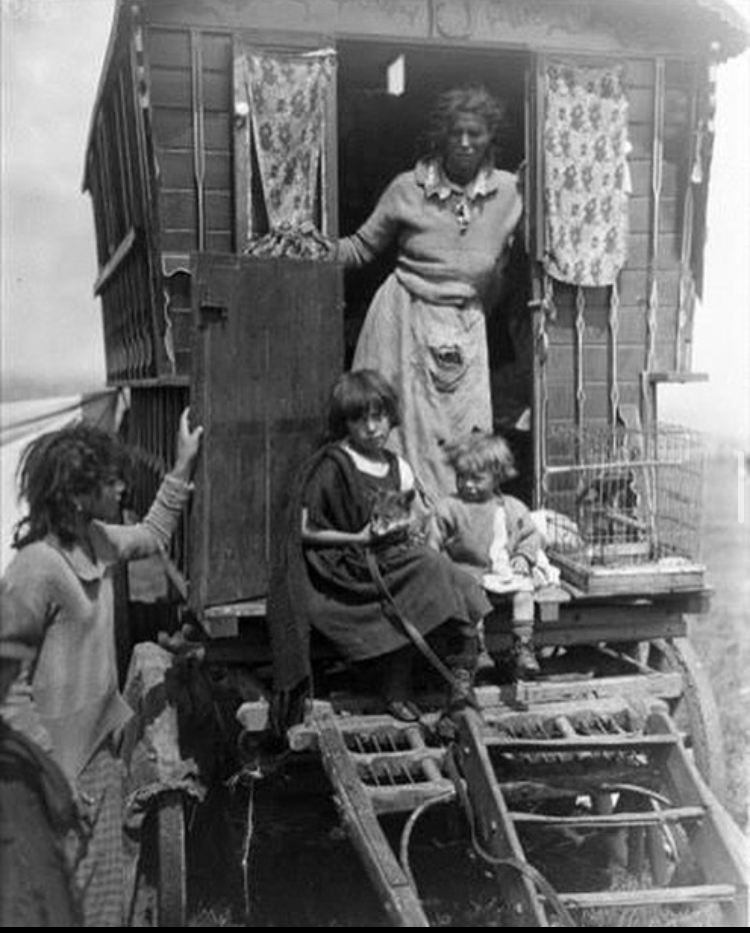
Британська сім'я романичалів, що живе у Вардо, 1926 рік

На більшості стоянок романичалів-мандрівників зазвичай немає туалетів чи душів усередині караванів, тому що в культурі романичалів це вважається нечистим, або мочаді. Більшість ділянок мають окремі господарські блоки з туалетами, раковинами та електричними душами. Багато романичалів не пратимуть всередині білизну, особливо нижню білизну, і згодом у багатьох підсобних приміщеннях також є пральні машини. За часів кінних возів і вардосів романичальські жінки прали білизну в річці, намагаючись прати верхній одяг вище за течією від нижньої білизни, а особисте купання відбувалося набагато нижче за течією. У деяких сучасних вагончиках подвійна стінка відокремлює житлові зони від туалету та душу.
Через Закон про місця для трейлерів 1968 року, який значно зменшив кількість трейлерів, дозволених для розміщення на зареєстрованих майданчиках, багато романичалів не можуть знайти легальне місце на стоянках разом із рештою своїх сімей.
Як і більшість мандрівних груп, романичали подорожують на роботу, зазвичай дотримуючись встановлених маршрутів і встановлених місць зупинок (так звані atching tans), які були створені протягом сотень років. Багато традиційних місць для зупинок було створено до того, як змінилося право власності на землю та були прийняті будь-які земельні закони. Багато теренів були створені феодальними землевласниками в середні віки, коли роми надавали сільськогосподарські або фізичні послуги в обмін на житло та їжу.
Сьогодні більшість ромів подорожують тими ж територіями, які були засновані поколіннями тому. Більшість людей можуть відстежити свою присутність у цій місцевості понад сто чи двісті років назад. Багато традиційних місць зупинки були захоплені місцевими органами влади або осілими особами десятиліття тому, а потім неодноразово переходили з рук в руки; однак роми мають давні історичні зв'язки з такими місцями і не завжди охоче відмовляються від них. Більшість сімей можна впізнати за традиційною базою зимівлі, куди вони припиняють подорожувати на зиму, і технічно це місце буде «звідки» сім'ї.